# Areometer
Areométer ali plaváč (tudi hidrometer) je priprava za merjenje in določanje gostote kapljevin, ki plava v kapljevini in z višino nepotopljenega dela kaže njeno gostoto. Navadno je sestavljen iz dolgega steklenega valja, na enem koncu obteženega z živosrebrno utežjo, da plava pokonci. Kapljevino, ki bi ji radi določili gostoto, nalijejo v pokončen valj, in vanj počasi spustijo areometer, tako da prosto plava. Skladno z Arhimedovim zakonom se areometer potopi tem globlje, čim manjša je gostota kapljevine.
V praksi imamo navadno dve vrsti areometrov: enega za kapljevine, redkejše od vode (npr. kerozin, bencin, alkohol), pri katerih je oznaka 1,000 za vodo pri dnu lestvice, in druge za kapljevine, gostejše od vode (npr. slanica, mleko, kisline), pri katerih je oznaka 1,000 pri vrhu lestvice.
Pri zmesi dveh kapljevin, katerih gostoto poznamo, je moč iz skale na areometru določiti delež posamezne kapljevine. Ker je tržna vrednost številnih kapljevin (npr. raztopina sladkorja, žveplena kislina, alkohol ali vino) neposredno povezana z njihovo gostoto, ki odraža vodni delež v raztopini, se areometri v praksi široko uporabljajo.